# 阿波狸合戰

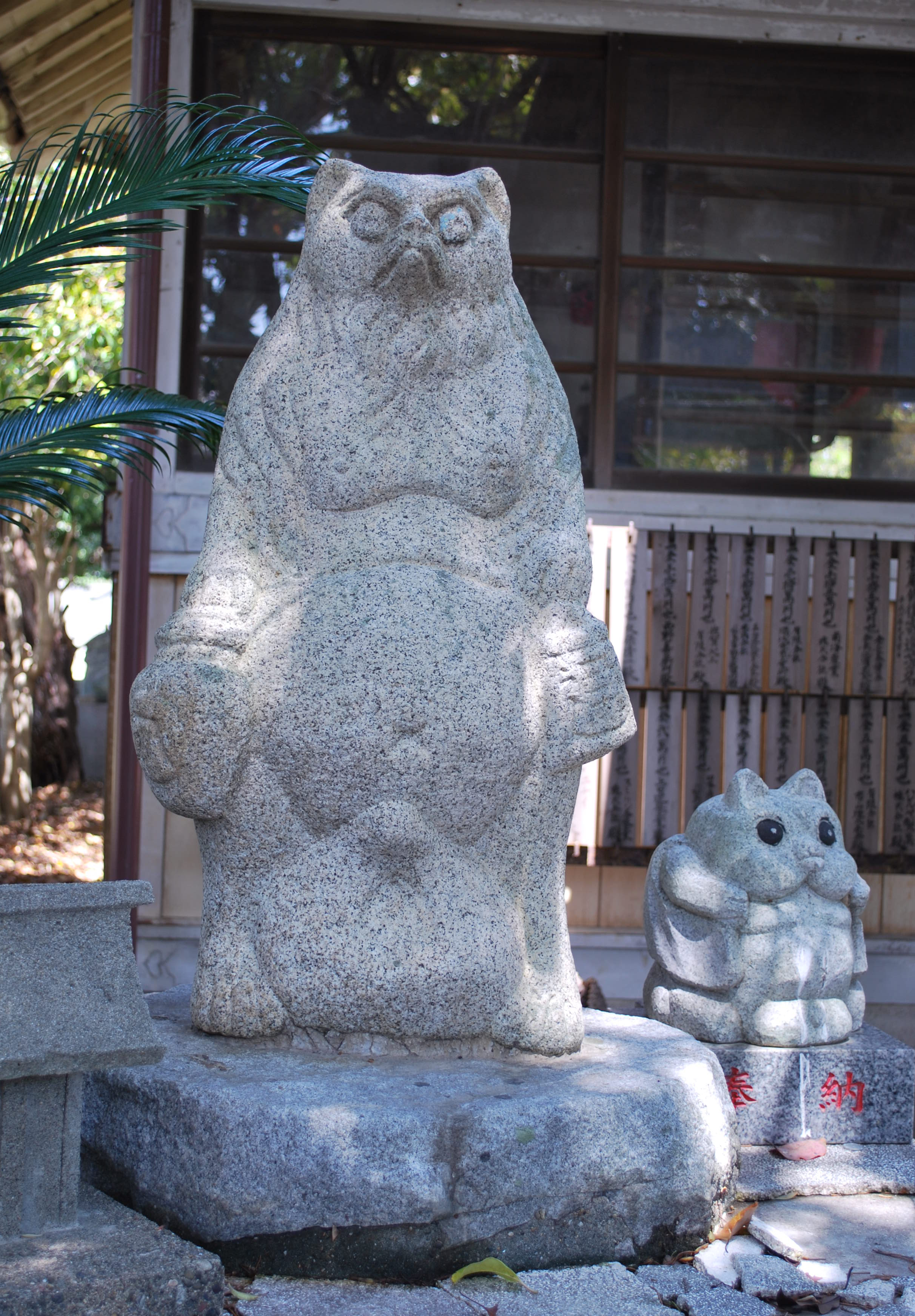
金長的像（金長神社）

阿波狸合戰（あわたぬきがっせん）是傳說中江戶時代末期發生在阿波國（現・德島縣） 狸之間的戰爭。又稱為阿波の狸合戦（あわのたぬきがっせん）或金長狸合戦（きんちょうたぬきがっせん）。

## 內容
天保8年（1837年）。阿波國的日開野（現・小松島市）的森林裡棲息的一隻名為金長（きんちょう）的狸被一群人搗爛了巢穴，路過的染物屋的茂右衛門見金長非常可憐，即取出金錢給其他人救下了金長。
不久之後，茂右衛門家一個名為萬吉的少年學徒自稱「金長」，表示願意成為店裡的守護神，原來是被救的金長為了報恩於茂右衛門而附生在萬吉身上。從此之後，茂右衛門的店客流如潮生意興隆，不僅如此，萬吉還常常對茂右衛門進行正確的助言，使茂右衛門的店得到大大發展，金長的聲望也大大提高。
幾年後，金長認為「自己還無名無份」，決定去修煉以提高自己在狸貓中的地位，於是它與部下藤木鷹（ 藤の木の鷹，ふじのきのたか）一起出發前往名東郡津田浦，成為六右衛門（ろくえもん）的弟子。六右衛門是四國地區生活的狸的統領，可以變化為人形，並有權利懲罰獎賞所有的狸。六右衛門早就听聞了金長的名聲，因此對其最為嚴格，金長也非常努力，所以其修行速度非常迅速。它的部下藤木鷹和六右衛門的兒子千住太郎（せんじゅたろう）的成長也很驚人。
六右衛門卻開始害怕金長以後會超越自己，而且六右衛門的女兒小安姫（こやすひめ）對金長充滿了愛戀，因此六右衛門希望金長和小安姫結婚，入贅成為自己的養子和千住太郎的監護人。但金長卻以要返回繼續報恩茂右衛門為理由請辭。因為這個理由很高尚，六右衛門找不到反對的方法，只好同意金長和藤木鷹返回日開野。
作為六右衛門部下的四大天王狸認為這樣是放虎歸山，以後金長會威脅到六右衛門家，紛紛上言。於是六右衛門帶領十隻狸準備在金長出發之前偷襲它。小安姫偷偷的為金長報了信，金長和藤木鷹才有時間準備迎擊偷襲的狸，但以二敵十終究寡不敵眾，藤木鷹遇害，金長勉強逃回日開野。
金長在日開野積聚當地的狸討伐六右衛門，早速，藤木鷹的兒子也想為父報仇而呼籲合戰，更是大事宣揚六右衛門的惡行，得到其他狸的響應。另一方面，六右衛門的女兒小安姫以死相逼，希望父親放過金長，放棄戰爭，卻得到六右衛門的嘲笑。小安姫遂拔刀自刎，六右衛門反認為女兒的死是金長引起的，對它的憎惡與日俱增。金長得知自己愛戀的小安姫之死，也更加堅定了討伐六右衛門的決意。
最後金長統軍600匹與六右衛門統軍600匹對峙於勝浦川。人稱「阿波狸合戰」的狸的兩大勢力的悲壯戰鬥拉開了序幕。
以勝浦川下游為舞台的死鬥一直持續了三天三夜，天空中充滿了廝殺聲，勝浦川的河水都被血染紅了，而河床中躺滿了狸的屍體。合戰的結果是金長軍稍佔優勢，將後退的六右衛門軍圍在城中。城中的守兵中有支持金長軍的狸，偷偷將城門打開，金長軍衝進城中又再次進行血戰，最終金長殺死了六右衛門，但它自己也身受重傷。不久金長在回日開野的歸途中去世，留下囑咐，讓後代繼續報答茂右衛門的大恩。
合戰結束不久，在屋島的禿狸處修行的六右衛門的兒子聞訊趕回津田浦，並聚集六右衛門殘軍進攻日開野。金長軍也整頓迎敵，合戰再開，但很快在屋島的禿狸的調解下達到和解，第二次合戰結束。
金長死後，被茂右衛門在日開野尊為正一位金長大明神，受人祭祀。現在小松島市中田町的金長神社中仍然祭祀著金長大明神，各地的善男信女常來拜祭，也有人獻上各地的狸的銅像。

## 以阿波狸合戰為題材的電影
- 阿波狸合戰 (電影)（日语：阿波狸合戦 (映画)）（1939年新興キネマ， 監督壽々喜多呂九平，主演羅門光三郎）
- 續阿波狸合戰（日语：続阿波狸合戦）（1940年新興キネマ， 監督壽々喜多呂九平，主演大谷日出夫，是1939年公開的「阿波狸合戦」的続編）
- 阿波狸屋敷（日语：阿波狸屋敷）（1952年大映，監督佐伯幸三，主演堀雄二）
- 阿波おどり狸合戦（日语：阿波おどり狸合戦）（1954年大映，監督加戸敏，主演黒川彌太郎，1939年公開的「阿波狸合戦」的重製版）
- 阿波狸変化騒動（日语：阿波狸変化騒動）（1958年新東寶，監督毛利正樹，主演明智十三郎）
- 平成狸合戰（1994年吉卜力工作室作品，根據阿波狸合戦改編的動畫）